# Šenčur

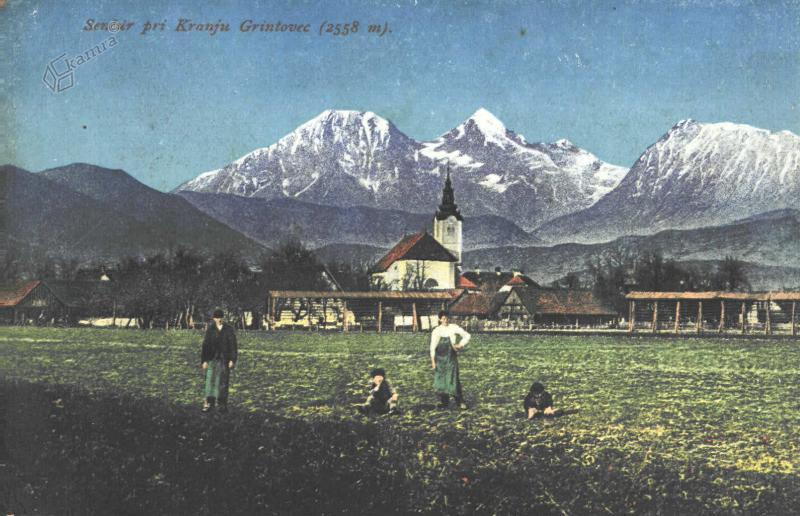
Šenčurj 1910

Šenčur (deutsch Sankt Georgen) ist der Hauptort und Verwaltungssitz der Gemeinde Šenčur in der Region Gorenjska (Oberkrain) in Slowenien.

## Lage
Die aus zwölf Ortschaften bestehenden Gemeinde mit dem Hauptort Šenčur liegt auf 402 m in der Nähe von Kranj im mittleren Teil der Kranjska-ravnina-Ebene. Dort liegt auch der See Trbojsko jezero.

## Geschichte
Bis zum Ende des Habsburgerreichs gehörte Šenčur zum Kronland Krain, wobei der Ort Teil des Gerichtsbezirks Krainburg bzw. des Bezirks Krainburg gewesen war.